# SagDIG
SagDig (Sagittarius Dwarf Irregular Galaxy) , ofwel het Onregelmatig Dwergsterrenstelsel in de Boogschutter is een dwergsterrenstelsel in het sterrenbeeld Boogschutter. Het ligt 3,4 miljoen lichtjaar van de Aarde. Het is het verst verwijderde lid van de Lokale Groep.